# Achille Talarico

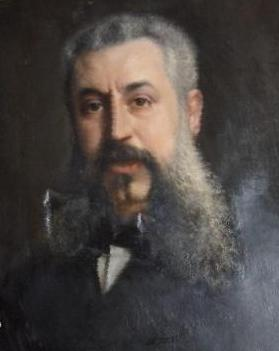
Giuseppe Castiglione, Ritratto di Achille Talarico, 1890 circa

Achille Talarico (Catanzaro, 22 gennaio 1837 – Napoli, 24 marzo 1902) è stato un pittore italiano.

## Biografia
Figlio di Antonio - commerciante ortofrutticolo - e di Maria Corrado, si formò a Napoli nell'atelier di Giuseppe Mancinelli; s'iscrisse più tardi all'Accademia di belle arti di Napoli e divenne un allievo di Domenico Morelli. Espose a Milano, nel 1865, il dipinto Un paggio e il dipinto Amilcare fa giurare ad Annibale odio eterno contro i Romani.
Nel 1864, alla terza esposizione della Promotrice di Napoli presentò Le ricordanze e alla quinta esposizione, del 1867, espose l'opera Dopo un ballo, nota anche col titolo: Dopo una festa in maschera, tela che fu acquistata dal Museo di Capodimonte.

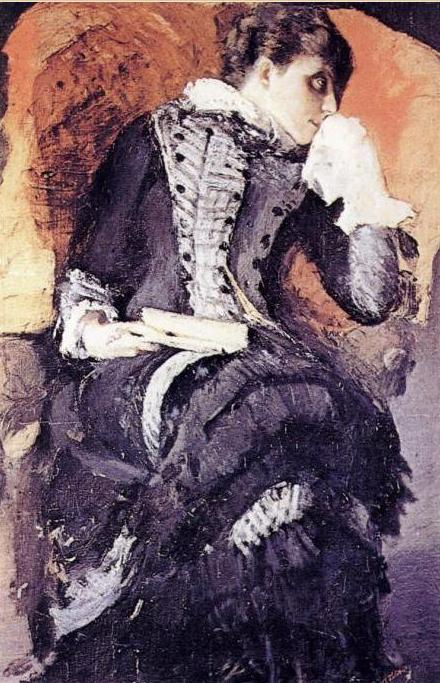
Ricordi, 1886, Galleria nazionale d'arte moderna e contemporanea

Inviò opere all'Esposizione universale di Vienna del 1873 e nel 1882 presentò ad una mostra all'Accademia di Brera la tela I coniugi Sannini. Il suo Ritratto di signora, esposto a Roma nel 1883, è stato ricordato dal deputato Francesco De Renzis, nel suo libro Conversazioni artistiche.
Diventò amico dello scrittore Vittorio Imbriani. Fu nominato professore onorario dell'Istituto di belle arti di Napoli. Tra i suoi allievi, il pittore napoletano Giuseppe Costa.
Dalla moglie Agnese Arena ha avuto Virginia Talarico (1871-1953) soprano, Erminia (1867-1937), Achille violinista, Lucia e Alfredo (1881-1915). Sua nipote Angelina Talarico (figlia di suo fratello Cesare) ha sposato il pittore Raffaele Tafuri (1857-1929).
Achille Talarico è stato sepolto nel Cimitero di Poggioreale.
Dipinti di Achille Talarico si conservano a Roma, alla Galleria nazionale d'arte moderna e contemporanea; a Firenze, a Palazzo Pitti; e a Napoli, al Museo di San Martino.